# Messe in C-Dur (Rheinberger)

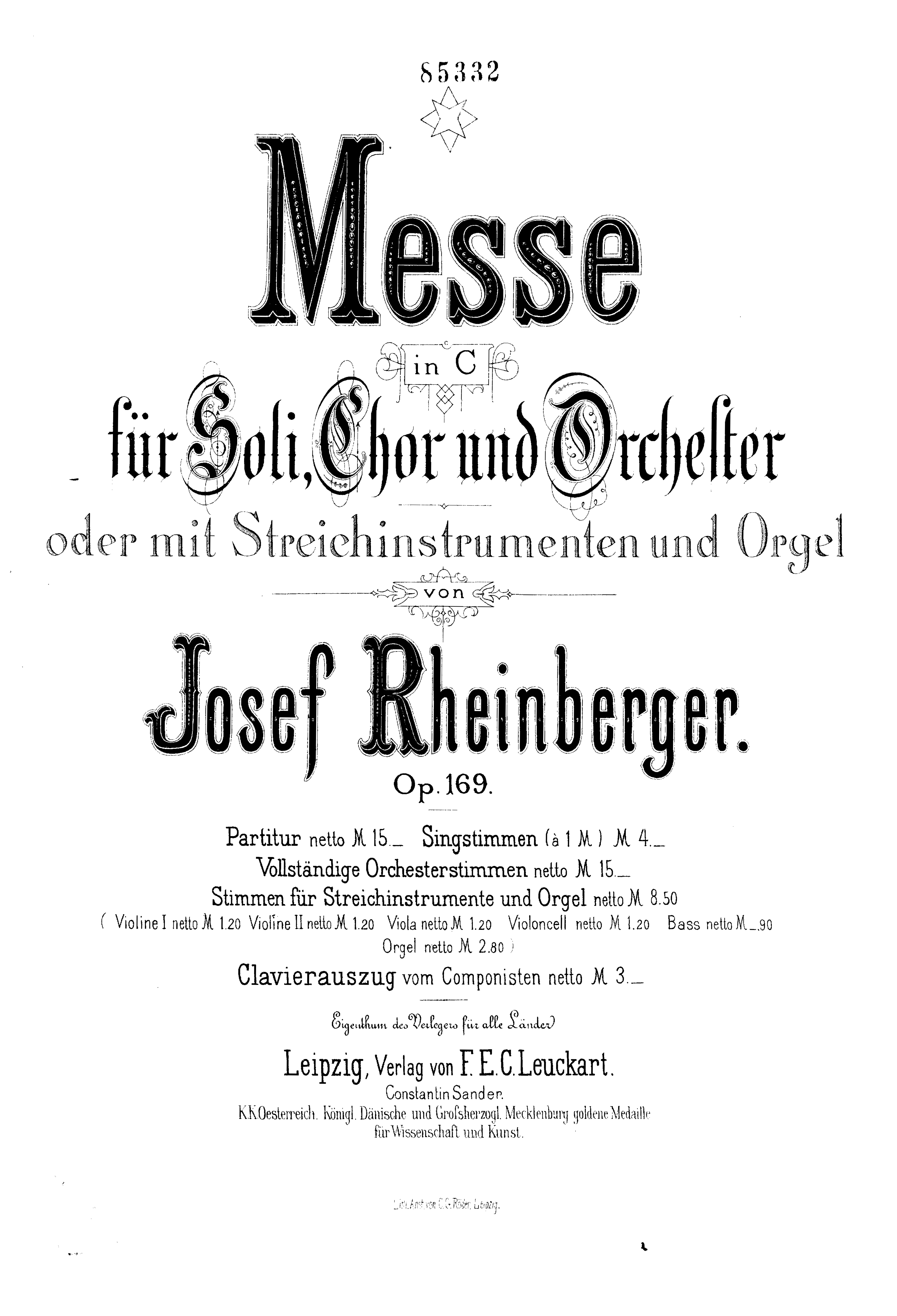
Titelblatt der deutschen Erstausgabe

Die Messe in C-Dur (op. 169) ist eine Messvertonung für Soli, vierstimmigen gemischten Chor (SATB) und Orchester (alternativ: Streichinstrumente und Orgel) von Josef Gabriel Rheinberger. Es handelt sich um die einzige Messe dieses Komponisten mit Orchesterbegleitung.

## Entstehungsgeschichte
Die Entstehung der Messe geht auf Kontakte Rheinbergers in die Schweiz zurück. 1885 schrieb die im Verlag Meinrad Ochsner in Einsiedeln erscheinende Monatsschrift für Kirchenmusik Der Chorwächter:

„Möchte doch ein Meister wie Rheinberger sich der instrumentalen Armuth unseres Catalogs erbarmen und gleich 1/2 Dutzend wirkungsvoller, schön instrumentaler Orchestermessen schreiben. – Hierin ist gewaltiger Mangel.“

Im darauf folgenden Jahr bat Pater Josef Staub aus dem Kloster Einsiedeln Rheinberger in einem Brief, dieser möge „Orchestermessen componieren“. Im Frühjahr 1891 begann Rheinberger mit der Komposition einer großen Messe für Soli, Chor und Orchester, wobei er auf Skizzen aus dem Jahr 1882 zurückgriff. Im Mai war die Messe vollendet und erschien noch im selben Jahr beim F. E. C. Leuckart Verlag in Leipzig. Die Uraufführung fand am Ostersonntag 1893 unter der Leitung von Eduard Stehle in der Stiftskirche St. Gallen statt. Einen Tag später dirigierte Rheinberger die Messe persönlich in der Allerheiligen-Hofkirche in München. Aus St. Gallen erhielt Rheinberger ein Telegramm mit folgendem Text:

„Messe wundervoll – Bringen Dankeszoll – Und im Jubelton – Gratulation!“

## Aufbau und Besetzung
Die Satzfolge lautet:
- Kyrie (Molto moderato)
- Gloria (Maestoso)
- Credo (Andante – Adagio – Tempo I – Maestoso)
- Sanctus (Adagio)
- Benedictus (Andante)
- Agnus Dei (Andante)

Der Text folgt weitgehend dem Ordinarium, wobei die Worte Gloria in excelsis Deo und Credo in unum Deum nicht auskomponiert sind.
Die Messe ist geschrieben für vier Solisten und gemischten Chor (SATB). Dabei treten die Solisten stets als Ensemble auf; längere arienähnliche Passagen sind nicht vorhanden.
Von der Orchestrierung existieren mehrere Fassungen. Die Besetzung für das vollständige Orchester umfasst Flöte, 2 Oboen, 2 Klarinetten, 2 Fagotte, 2 Hörner, 2 Trompeten, 3 Posaunen, Pauken ad lib., 2 Violinen, Bratsche, Violoncello und Kontrabass. Daneben existiert eine weitere Fassung für Violinen, Bratsche, Violoncello und Orgel.